# 傅信平
傅信平（1964年2月—），男，汉族，河南通许人，中华人民共和国政治人物，中国共产党党员，第十三届全国人民代表大会贵州省代表。曾任贵州省人民检察院检察长，现任江西省高级人民法院院长。

## 生平
1986年毕业于西南政法学院法律系法律专业；1988年取得中国政法大学研究生院刑事诉讼法专业硕士，后到海南大学法学院任教。
1992年2月至2005年6月在海南省审计厅工作；2005年6月至2008年9月任海南省财政厅副厅长。
2008年9月至2012年8月，任中共琼中县委书记；
2012年8月至2016年8月，任海南省人大内务司法工委主任（2014.09—2014.11在中央党校局级干部进修班学习）；
2016年8月至2018年1月，任中共海南省委政法委副秘书长、省综治办主任；
2018年1月至2018年2月，任贵州省人民检察院党组书记、检察长。
2018年，傅信平被选为贵州省出席第十三届全国人民代表大会代表。
2023年1月，任江西省高级人民法院院长。